# Elafonisos
Elafonisos (Grieks: Ελαφόνησος) is een Grieks eiland, dat ligt tussen de Peloponnesos en Kythira in de Ionische Zee. Elafonisos wordt tot de Ionische Eilanden gerekend. Het hoogste punt ligt 276 meter boven de zeespiegel. Het eiland is een Griekse gemeente (dimos) in de bestuurlijke regio (periferia) Peloponnesos.
De gemeente wordt gevormd door het hoofdeiland, een paar kleine eilanden en een smalle kuststrook op het vasteland. Het grootste dorp is Elafonisos (625 inw.). Andere nederzettingen zijn Kapari (6 inw.), Kato Nisi (66 inw.), Lefki (35 inw.) en op het vasteland ligt Pounta, dat 13 inwoners heeft.
Scheepsbouw en visserij zijn de belangrijkste inkomstenbronnen. In de zomer wordt er veel verdiend aan toeristen die het eiland bezoeken. De vier belangrijkste stranden zijn Sarakiniko, Simos, Lefki en Panagias.

## Externe link

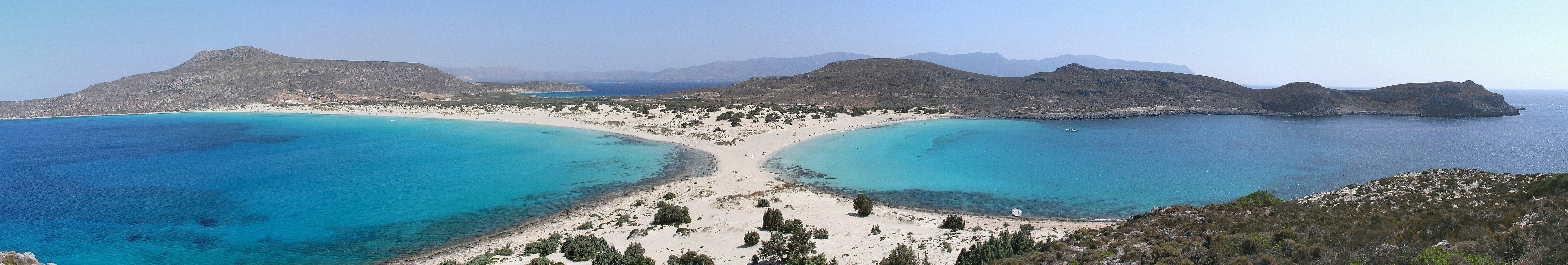
Het strand van Simos